# Costa di Rovigo
Costa di Rovigo is een gemeente in de Italiaanse provincie Rovigo (regio Veneto) en telt 2886 inwoners (31-12-2004). De oppervlakte bedraagt 16,0 km², de bevolkingsdichtheid is 180 inwoners per km².

## Demografie
Costa di Rovigo telt ongeveer 1082 huishoudens. Het aantal inwoners daalde in de periode 1991-2001 met 3,4% volgens cijfers uit de tienjaarlijkse volkstellingen van ISTAT.
| Jaar | Inwoneraantal |
| ---- | ------------- |
| 1991 | 3060          |
| 2001 | 2956          |

## Geografie
De gemeente ligt op ongeveer 8 m boven zeeniveau.
Costa di Rovigo grenst aan de volgende gemeenten: Arquà Polesine, Fratta Polesine, Rovigo, Villamarzana en Villanova del Ghebbo.

## Galerij

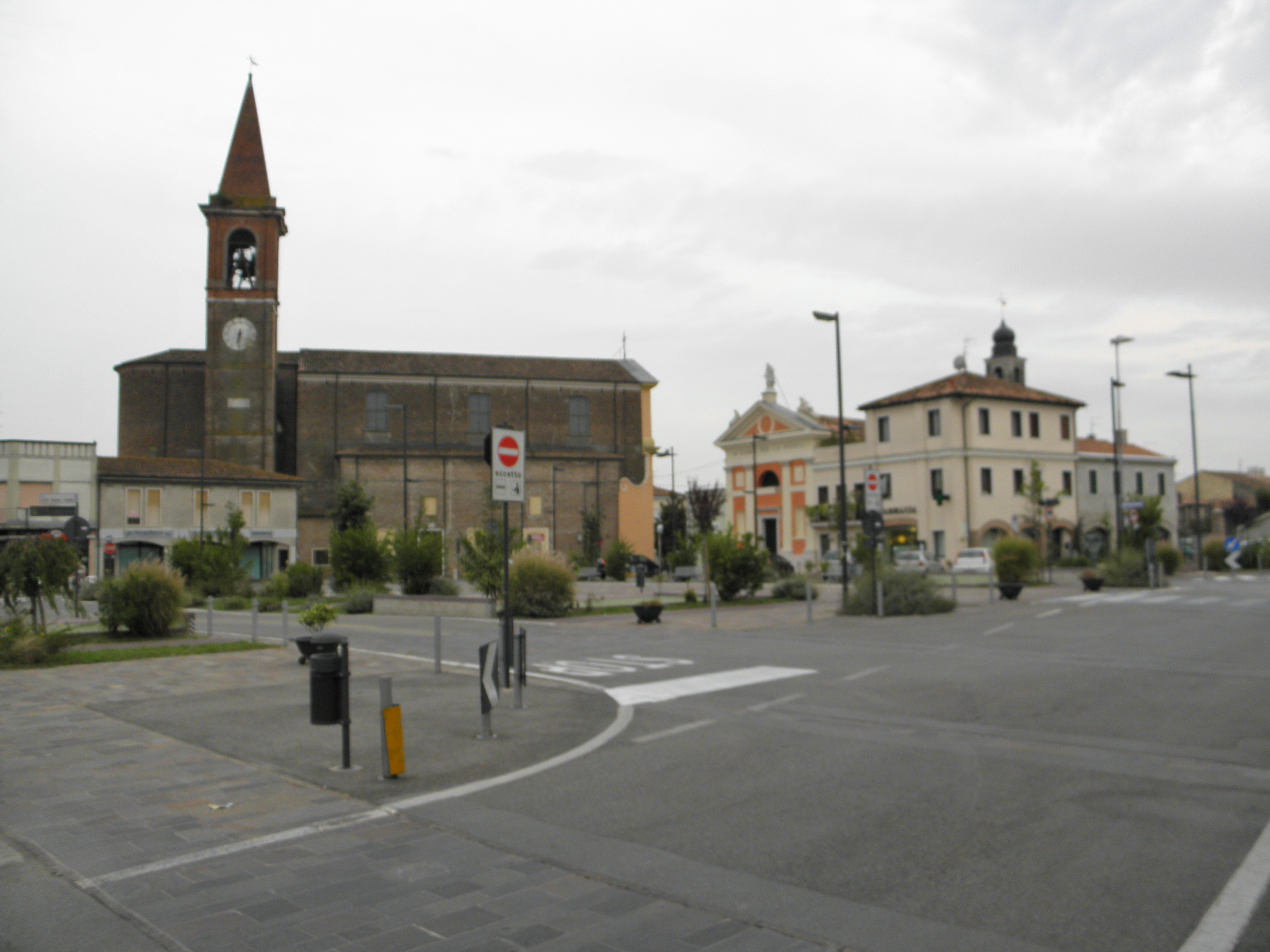
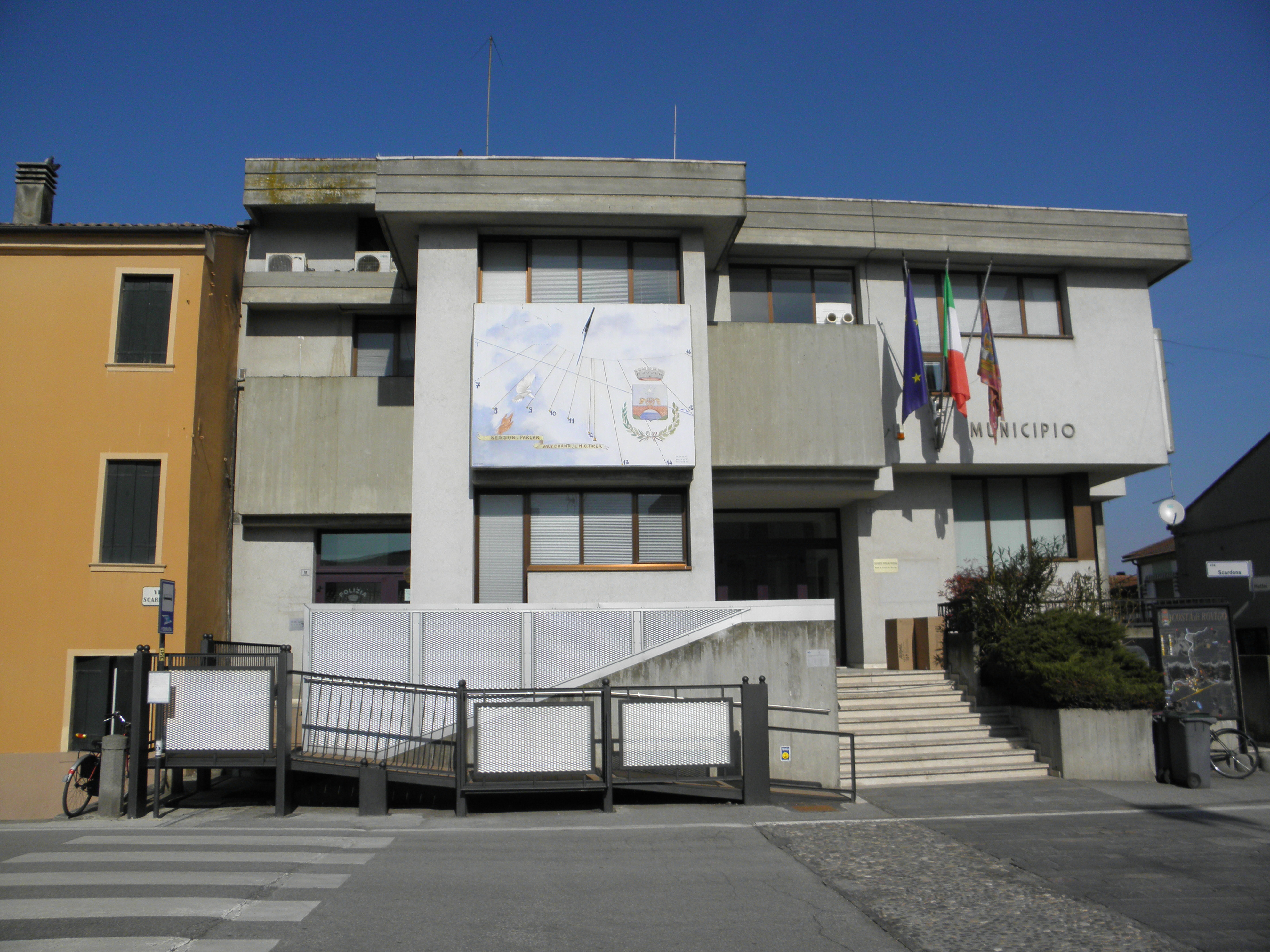
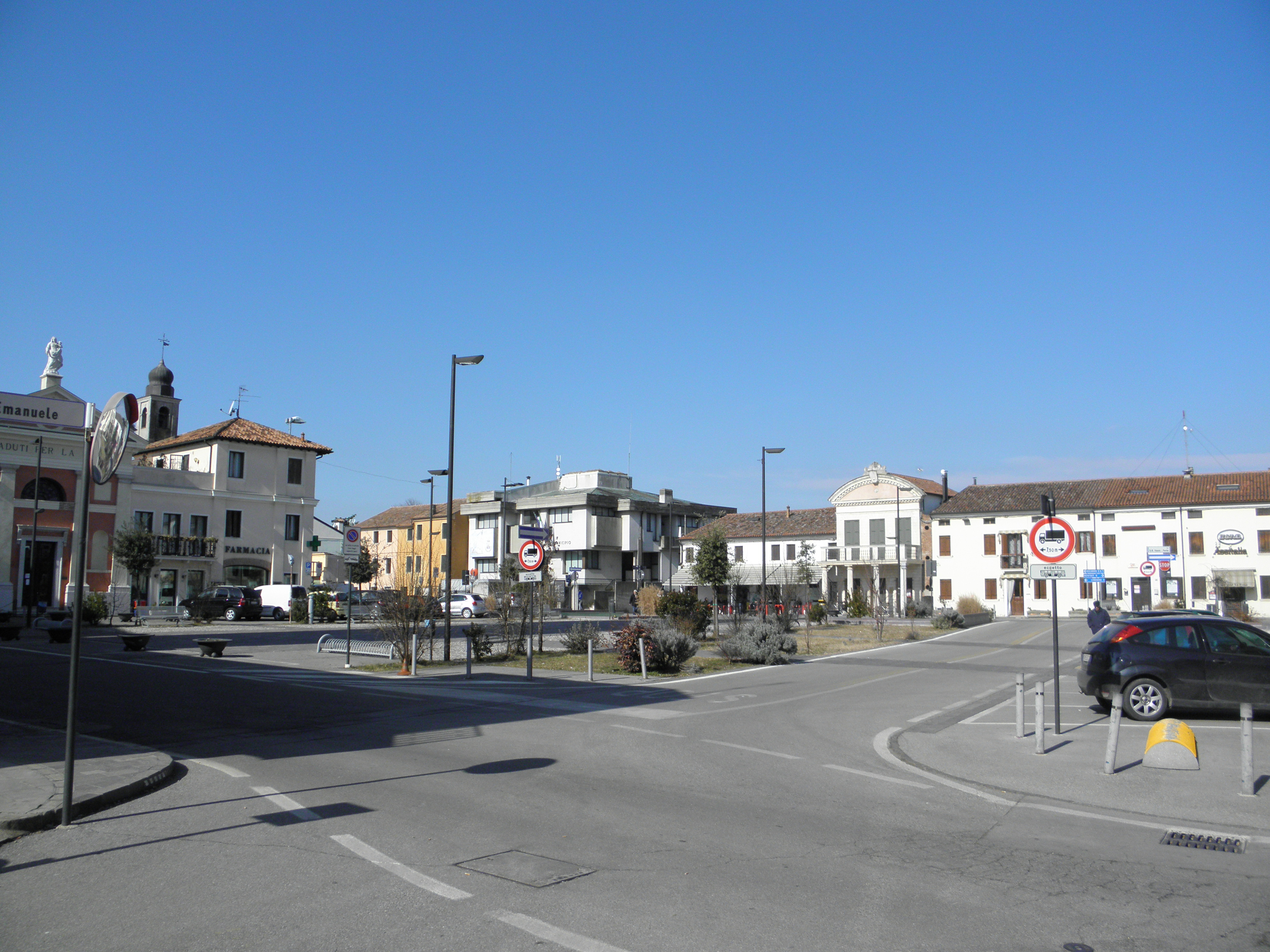